# La Valentina
Para la película del mismo nombre, véase: La Valentina (película de 1966)
La Valentina es un corrido mexicano, típico y uno de los más famosos del periodo de la revolución mexicana. Su autor es desconocido y también su fecha exacta de composición, aunque se estima como probable que su autor haya pertenecido al contingente revolucionario de los seguidores de Gabriel Leyva y que haya sido compuesta alrededor de 1914 o 1915, siendo su título y letra un homenaje a la revolucionaria Valentina Ramírez.

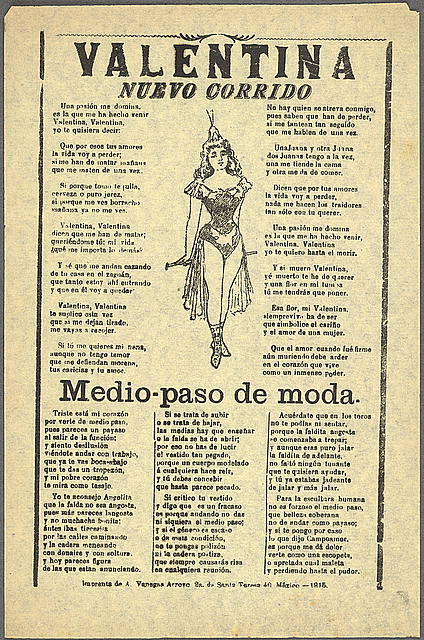
Hoja impresa con dos canciones, el nuevo corrido «Valentina» y «medio paso de moda». Parece referir al final de la última línea que fue impreso en México en 1915.

## Letra e interpretaciones
La letra es una declaratoria de amor por "Valentina" así como una refutación de las causas por las cuales el romance o idilio no pudiera realizarse. Un par de las estrofas son reflejo de lo anterior, además de ser muy características de las distintas versiones de la canción:

si porque tomo tequila,
 mañana tomo jerez,
 si porque me ves borracho
 mañana ya no me ves.

…

Valentina, Valentina
 rendido estoy a tus pies,
 si me han de matar mañana
 que me maten de una vez.

Una de las interpretaciones más famosas es la que realizó Jorge Negrete. También se pueden mencionar las interpretaciones de Cuco Sánchez, Guadalupe Pineda, Flor Silvestre y Los Cadetes de Linares.

## Motivos culturales
Como se ha mencionado, este corrido probablemente se inspire en la revolucionaria Valentina Ramírez, sin embargo también constituye un emblema de la participación de las mujeres en la revolución mexicana. A su vez ha inspirado la realización de otras obras o elementos de la cultura mexicana, como lo son:
- La película «La Valentina», de 1938, del director Martín de Lucenay, protagonizada por Jorge Negrete, Esperanza Baur y Raúl de Anda.
- La película «La Valentina», de 1966, del director Rogelio A. González, protagonizada por María Félix, Eulalio González «Piporro» y José Elias Moreno.